# Bourrage de mots-clés
Le bourrage de mots-clés (en anglais, keyword stuffing) est une technique répréhensible d'optimisation pour les moteurs de recherche qui consiste à inclure des mots-clés non pertinents dans les éléments metas ou le contenu d'une page Web. Un mot-clé est considéré comme non pertinent lorsqu'il ne se rapporte pas au contenu de la page.
Cette technique résulte en une expérience utilisateur médiocre pour les utilisateurs des moteurs de recherche, car les utilisateurs se voient proposer des pages qui ne traitent pas vraiment du sujet indiqué par les mots-clés qu'ils ont spécifiés. Ce type d'optimisation pour les moteurs de recherche est donc néfaste pour l'utilisateur et, par conséquent, est considéré comme un référencement abusif.
Pour éviter la mauvaise expérience utilisateur qui résulte de cette pratique, les moteurs de recherche peuvent développer des contournements. Par exemple, l'algorithme Penguin de Google vise à réduire le positionnement des pages qui pratiquent cette technique ou à les éliminer des résultats de recherche.

## Source
- (en) Cet article est partiellement ou en totalité issu de l’article de Wikipédia en anglais intitulé « Keyword stuffing » (voir la liste des auteurs).